# Bajénovo
Bajénovo (en rus: Баженово) és un poble de l'óblast de Nijni Nóvgorod, a Rússia, segons el cens del 2010 tenia 28 habitants, pertany al municipi de Bolxaia Arat.